# صياح مقرن
الصياح المقرن (الاسم العلمي: Anhima cornuta)، هو عضو في عائلة صغيرة من الطيور، Anhimidae، والتي تحدث في الأراضي الرطبة في أمريكا الجنوبية الإستوائية. هناك ثلاثة أنواع من الصيّاح، النوعان الآخران هما الصيّاح الجنوبي والصيّاح الشمالي في جنس تشونا. هم من فصيلة البط، الأوز والبجع، وهي من عائلة بطية، لكن لها خواص تشبه تلك الخاصة بالدجاجيات.